# Ctenogobiops tangaroai
Espèce
Ctenogobiops tangaroai, communément nommé Gobie de Tangaroa, est une espèce de poissons osseux de la famille des Gobiidae.

## Description
Le Gobie de Tangaroa est un poisson de petite taille ne dépassant guère 6 cm de long. Il est aisément identifiable par la couleur blanche quasi-translucide de son corps et de ses multiples points orange, ces derniers recouvrent également quelques taches blanchâtres. La première et la deuxième épine dorsale se prolongent vers l'arrière du corps. Le corps effilé se termine par une queue arrondie.

## Distribution et habitat
Ctenogobiops tangaroai se rencontre dans les eaux tropicales de la zone centrale de l'Indo-Pacifique, soit de l'Indonésie aux Philippines et du sud du Japon au Vanuatu. Il habite les secteurs meubles soit les espaces sablonneux entre les récifs à l'abri et peu profonds.

## Biologie
Ce gobie est carnivore et se nourrit de petits invertébrés passant à proximité de son terrier.
La relation entre le gobie et la crevette du genre Alpheus est dite symbiotique. Ainsi, le gobie creuse un terrier dans le sable que la crevette entretient, et dans lequel la crevette et les gobies vivent. La crevette est presque aveugle et pendant qu'elle entretient et consolide continuellement le terrier, le gobie guette à l'entrée du terrier et prévient la crevette en cas de danger. Cette dernière est en contact physique pratiquement permanent avec le gobie via une de ses antennes afin de pouvoir réagir au plus vite.